# David Bradley
David John Bradley (York, 17 april 1942) is een Engels acteur. Hij is voornamelijk bekend geworden door zijn rol als Argus Vilder, de conciërge van de tovenaarsschool Zweinstein, in de Harry Potter-films en als Walder Frey in de televisieserie Game of Thrones.
Bradley werd in 1971 acteur en speelde in verschillende televisieseries als The Professionals en Cracker. In 1991 won hij de Laurence Olivier Award voor Best Actor in a Supporting Role voor zijn rol in King Lear in het Royal National Theatre.

## Filmografie (selectie)
- 1996: Kiss and Tell - Superintendent Hines (televisiefilm)
- 1998: Left Luggage - conciërge
- 2000: The King Is Alive - Henry
- 2001: Blow Dry - Noah
- 2001: Harry Potter en de Steen der Wijzen - Argus Vilder
- 2002: Harry Potter en de Geheime Kamer - Argus Vilder
- 2002: Nicholas Nickleby - Bray
- 2004: Harry Potter en de Gevangene van Azkaban - Argus Vilder
- 2005: Harry Potter en de Vuurbeker - Argus Vilder
- 2007: Harry Potter en de Orde van de Feniks - Argus Vilder
- 2007: Hot Fuzz - Arthur Webley
- 2008: Colour of Magic - Cohan the Barbarian
- 2009: Harry Potter en de Halfbloed Prins - Argus Vilder
- 2009: Harry Brown - Leonard Attwell
- 2010: Another Year - Ronnie
- 2011: Harry Potter en de Relieken van de Dood deel 2 - Argus Vilder
- 2011: Captain America: The First Avenger - Toren Bewaarder
- 2011-2017: Game of Thrones - Walder Frey
- 2012: Doctor Who - Solomon
- 2013: Broadchurch - Jack Marshall
- 2013: An Adventure in Space And Time - William Hartnell (televisiefilm)
- 2013: The World's End - Basil
- 2014-2017: The Strain - Professor Abraham Setrakian
- 2017, 2022: Doctor Who - the Doctor
- 2018-2019: Les Misérables - Monsieur Gillenormand
- 2019-2022: After Life - Tony's Vader
- 2021: Jolt - Gareth Fizel
- 2022: Catherine Called Birdy - Lord Gideon Sidebottom
- 2022: Pinocchio - Geppetto (stem)
- 2023: Allelujah - Joe Colman
- 2023: Chicken Run: Dawn of the Nugget - Fowler (stem)